# La Liberté (krant)
La Liberté is een Franstalig Zwitsers dagblad.

## Omschrijving
Het dagblad werd opgericht in 1871 in Fribourg (kanton Fribourg) door Joseph Schorderet. Het blad verschijnt tot op de dag van vandaag, in de kantons Fribourg en Vaud. De Fribourgse historica Jeanne Niquille had met "Il y a cent ans" ("Honderd jaar geleden") jarenlang een rubriek in deze krant.